# Ágatha Bednarczuk
Ágatha Bednarczuk (Curitiba, 22 giugno 1983) è una giocatrice di beach volley brasiliana.

## Palmarès

### Olimpiadi
- Argento a Rio de Janeiro 2016.

### Mondiali
- Oro a L'Aia 2015.

### Universiade
- Bronzo a Shenzhen 2011.